# Joaquín Sabina y Viceversa
Joaquín Sabina y Viceversa és el sisè disc de Joaquín Sabina i va ser gravat en directe al Teatre de Salamanca de Madrid els dies 14 i 15 de febrer de 1986. Músics invitats Luis Eduardo Aute, Javier Krahe, Javier Gurruchaga.

## Llista de cançons
CD 1
1. "Ocupen su localidad" - 3:01
2. "Cuando era más joven" - 4:32
3. "Princesa" - 4:04
4. "Hay mujeres" - 5:02
5. "Zumo de neón" - 3:17
6. "El joven aprendiz de pintor" - 4:05
7. "Como decirte, como contarte" - 3:49
8. "Tratado de impaciencia nº 11" - 2:33
9. "Que demasiao" - 3:27
10. "Juana la Loca" - 5:55

CD 2
1. "Calle melancolía" - 4:16
2. "Pongamos que hablo de Joaquín" - 3:35
3. "Caballo de cartón" - 4:41
4. "Cuervo ingenuo" - 4:15
5. "Whisky sin soda" - 4:22
6. "Rebajas de enero" - 3:39
7. "Adios, adios" - 3:36
8. "Pisa el acelerador" - 3:49
9. "Pongamos que hablo de Madrid" - 4:04
10. "Eh Sabina" 3:14
11. "Despedida" - 1:30